# Tique (mitologia)
Tique   (em grego: Τύχη, transl. Tykhe, "sorte"), nos antigos cultos gregos, era a divindade tutelar responsável pela fortuna e prosperidade de uma cidade, seu destino e sorte — fosse ela boa ou ruim. Sua equivalente na mitologia romana era Fortuna. 
O historiador grego Stylianos Spyridakis expressou de maneira concisa a atração de Tique para o mundo helenístico, repleto de violência arbitrária e reveses desprovidos de significado: "Nos anos turbulentos dos epígonos de Alexandre, uma percepção da instabilidade dos assuntos humanos levou as pessoas a acreditarem que Tique, a amante cega da Fortuna, governava a humanidade com uma inconstância que explicava as vicissitudes da época." Durante o período helenístico era comum que cada cidade venerasse sua própria versão icônica específica de Tique, vestindo uma coroa mural (uma coroa com o formato das muralhas da cidade). Na literatura estas versões recebiam diversas genealogias diferentes, por vezes como filha de Hermes e Afrodite, ou consideradas uma das Oceânides, filhas de Oceano e Tétis, ou Zeus Píndaro. Era associada a Nêmesis e Agatodemon ("bom espírito"), e venerada em Itanos, na ilha de Creta, como Tyche Protogeneia, associada à Protogenia ("primogênita") ateniense, filha de Erecteu, cujo auto-sacrifício salvou a cidade.
Em Alexandria, o Tiqueão (Tykhaeon), templo de Tique, foi descrito por Libânio como um dos mais magníficos de todo o mundo helenístico.
Tique aparece em diversas moedas nos três séculos que antecedem o nascimento de Cristo, especialmente nas cidades ao redor do mar Egeu. Mudanças imprevisíveis da fortuna são a força-motriz nas complicadas tramas dos romances helenísticos, como Leucipe e Clitofonte ou Dáfnis e Cloé. Seu culto experimentou um ressurgimento durante outro período de mudanças turbulentas, os últimos dias do paganismo sancionado pelas autoridades, no fim do século IV, entre o reinado dos imperadores romanos Juliano e Teodósio I, que fechou definitivamente os templos. A eficácia de seu caprichoso poder alcançou respeitabilidade até mesmo nos círculos filosóficos da época, embora entre os poetas fosse um lugar-comum insultá-la como uma meretriz inconstante. Existiam templos dedicados a ela em Cesareia Marítima, Antioquia, Alexandria e Constantinopla.

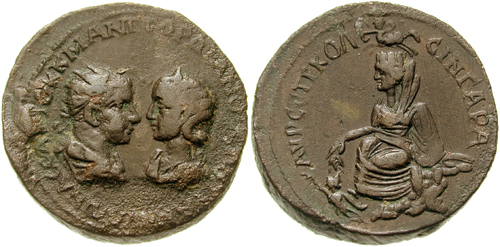
Tique no reverso de moeda cunhada por Gordiano III, 238-244 d.C.

Na arte medieval era representada portando uma cornucópia, um timão emblemático e a Roda da Fortuna; por vezes é representada sobre esta roda, presidindo sobre todo o círculo do destino. Na arte greco-budista de Gandara, Tique tornou-se intimamente associada à deusa budista Hariti [en].
O historiador grego Políbio acreditava que, sempre que não se descobrisse as causas de determinados eventos, tais como enchentes, secas ou geadas, estas causas podiam ser atribuídas com justiça a Tique.
A constelação de Virgem por vezes é identificada como a figura celestial de Tique, bem como outras deusas como Deméter e Astreia.
Na peça de Sófocles sobre Édipo, quando perguntam em qual deidade ele acredita, Édipo responde que Tique, naquela época sinônimo de acaso, ou acaso divino.